# Acalypha hochstetteriana
Acalypha hochstetteriana é uma espécie de flor do gênero Acalypha, pertencente à família Euphorbiaceae.